# 朴勲一
朴 勲一（パク・フニル、生没年不詳）は、日本統治時代の朝鮮の独立運動家および朝鮮民主主義人民共和国の政治家。延安派に所属。

## 経歴
『韓国民族文化大百科事典』によると1915年にソ連で出生し、中国の琿春に移って1927年に小学校を卒業、しばらく農業に従事したが、1931年から抗日武装闘争に参加した。金中生『朝鮮義勇軍の密入北と6・25戦争』によると1917年に咸鏡南道端川で出生し、社会主義運動に参加した後満州に亡命した。『韓国社会主義運動人名事典』によると1937年（誤字か）に咸鏡南道で出生し、端川の小作争議に連座して服役した。
満州で抗日パルチザンとして活動中、中国共産党中央の命令によりソ連へ留学した。許真によれば、金日成とは抗日連軍第2軍でともに中隊長級の指揮官を務めた戦友で、目を負傷して入ソすることになった朴勲一を国境まで護衛したのは金日成であった。1938年、モスクワの東方勤労者共産大学を卒業。『韓国社会主義運動人名事典』によれば新四軍の部隊で敵工科科長を務める。1944年、中共中央直属の朝鮮民族支部で活動した。
終戦後の1945年9月に朝鮮義勇軍へ加入。朝鮮義勇軍第5支隊に所属し、同部隊が同年11月下旬に吉林へ到着した際、朴一禹の指示により崔明とともに残留。吉林保安第7大隊を基幹として朝鮮義勇軍第7支隊を組織し、朴勲一が支隊長兼政治委員、崔明が副支隊長に就任した。その後、ソ連軍の要請により第7支隊は樺甸に移動し、1945年末には1000人程度の規模に成長した。朴勲一と崔明は1946年3月頃に入北した。
1946年8月、北朝鮮労働党中央委員会委員（第1回党大会）。1948年3月、北朝鮮労働党中央委員会委員（第2回党大会）。8月、最高人民会議第1期代議員。
朝鮮戦争中、内務省警備局長として前線地区警備司令部を創設してソウル、仁川地区の防御を担当した。
1954年12月、朝鮮労働党中央委員会農業部長。1956年4月、労働党中央委員会委員（第3回党大会）。1958年3月、内務省副相。
1958年9月23日の朝鮮労働党中央総会で、率直に8月総会のやり方（8月宗派事件）を批判し、朴金喆、金昌満、韓相斗らを名指しで批判し、「国家指導者にも正しくないところがあった」と明言した。また自身の体験を例に、8月総会後、党内情勢は極めて緊張し、一部の幹部は尋問、追求と起訴を受けたと暴露した。金日成は朴に興奮しすぎないよう注意したが、一段と先鋭な問題を取り上げ、朴金喆らは党内で憎しみ合う雰囲気をもたらしたとして、彼らの党内職務を解除すべきだと要求した。
9月総会で批判的な意見を述べた朴勲一は経歴上の問題に対する調査の対象となり、朴の家族は幹部住居から追い出され、食糧の供給も止められた。
呂政は、1960年6月に江界監獄へ送られる途中で、同じく囚人としてトラックに詰め込まれる朴勲一を目撃している。

## 勲章
- 第2級国旗勲章[14]

## 参考資料
- 林隠『北朝鮮王朝成立秘史 : 金日成正伝』自由社、1982年4月1日。NDLJP:12172309。
- 和田春樹『金日成と満州抗日戦争』平凡社、1992年。ISBN 4-582-45603-0。
- 강만길; 성대경 編「박훈일(朴勳一, 1937~?)」『한국사회주의운동인명사전』창작과비평사、1996年、219-220頁。ISBN 8936470302。
- 김중생『조선의용군의 밀입북과 6.25전쟁』명지출판사、2000年。ISBN 8931107447。
- 문순보「박훈일(朴勳一)」『한국민족문화대백과사전』한국학중앙연구원、2009年。2022年1月31日閲覧。
- 沈志華 著、朱建栄 訳『最後の「天朝」：毛沢東・金日成時代の中国と北朝鮮』 上、岩波書店、2016年。ISBN 9784000230667。